# 礫棲北美吸口魚
礫棲北美吸口魚（學名：Erimyzon claviformis）為輻鰭魚綱鯉形目亞口魚科的其中一種，為溫帶淡水魚，分布於北美洲美國密西根州南部和威斯康辛州東南部密西西比河流域、喬治亞州的阿巴拉契科拉河到德克薩斯州的聖哈辛托河流域，與橢圓北美吸口魚類似，但背鰭鰭條9-11枚，背鰭呈圓形，側面有5-8個深色斑點，側線上的鱗片37-45枚，體長可達23公分，棲息在沙石底質的溪流、水塘底層水域，生活習性不明。